# Idiriya
Koordinaten: 27° 15′ N, 10° 25′ W
Idiriya (auch Jdiriya) ist ein Ort im Norden der größtenteils von Marokko besetzten Westsahara.
Der in der Provinz Es Semara gelegene Ort war während der militärischen Phase des Westsaharakonflikts Schauplatz von bewaffneten Auseinandersetzungen zwischen marokkanischem Militär und Einheiten der POLISARIO.
Die in der spanischen Kolonialzeit hier stationierten spanischen Truppen zogen sich aus dem Gebiet im Oktober 1975 aufgrund des drohenden Grünen Marschs Marokkos zurück. Am 31. Oktober 1975 drangen marokkanische Truppen über die Grenze unter anderem auch auf Idiriya vor, wobei es zu Kämpfen mit der westsaharischen Befreiungsbewegung POLISARIO kam. Das marokkanische Militär gewann dabei die Oberhand.